# Mercy (film, 2023)
Pour les articles homonymes, voir Mercy.
Pour plus de détails, voir Fiche technique et Distribution.
Mercy est un film américain réalisé par Tony Dean Smith, sorti en 2023.

## Synopsis
Quand la mafia irlandaise prend en otage son fils et l'hôpital où elle travaille, Michelle, médecin anciennement soldat, doit se battre.

## Fiche technique
- Titre : Mercy
- Réalisation : Tony Dean Smith
- Scénario : Alex Wright
- Musique : Matthew Rogers
- Photographie : Adam Sliwinski
- Montage : Shaun Lang
- Production : Charles Cooper
- Société de production : Front Street Pictures
- Pays de production :  États-Unis
- Genre : Action
- Durée : 85 minutes
- Dates de sortie : 
  - États-Unis : 19 mai 2023

## Distribution
- Leah Gibson : Michelle
- Jonathan Rhys-Meyers : Sean Quinn
- Jon Voight : Patrick Quinn
- Sebastien Roberts : Ellis
- Anthony Konechny : Ryan Quinn
- Patrick Roccas : Johnno
- Anthony Bolognese : Bobby
- Mike Dopud : l'agent spécial Duncan Jones
- Marc-Anthony Massiah : Frank
- Mark Masterton : Danny
- Ryan Russell : l'infirmier Kevin
- Bobby Stewart : Dr. Terrence
- Bradley Stryker : Mick
- Caitlin Stryker : l'agent Cruz

## Distinctions
Le film a été nommé au Razzie Award du pire second rôle masculin pour Jon Voight.